# フィアット・プント
プント (PUNTO) は、イタリアの自動車会社、フィアットにより製造・販売されていた小型乗用車 (Bセグメント車) である。

## 初代 176系 (1993年 - 1999年)
フィアット社内でのプロジェクト名、「178プロジェクト」のコードネームのもと、フィアット・ティーポをベース車両として開発され、1993年9月に発表。1994年にフィアット・ウーノの後継車両として登場。
1.1L、1.2Lのガソリンエンジン、1.7Lのディーゼルエンジンを搭載。後にスポーツモデルとして1.4Lターボモデルが追加された。ボディ形状は3ドアまたは5ドアのハッチバックで、デザインはジョルジェット・ジウジアーロの手による。のちに3ドアモデルがベースのカブリオレモデルもベルトーネ社の工場で製造された。トランスミッションはマニュアルがメインだが、富士重工業製のCVTを搭載したモデル「セレクタ」も追加された。
1995年のヨーロッパ・カー・オブ・ザ・イヤーを受賞した。
日本国内での販売は1997年3月に1.2Lセレクタと1.2Lカブリオセレクタが先行発売され、1998年4月に日本仕様車としてアバルト製エアロパーツの装着し、1.2L DOHCエンジンを搭載したスポルティングアバルトが発売された。

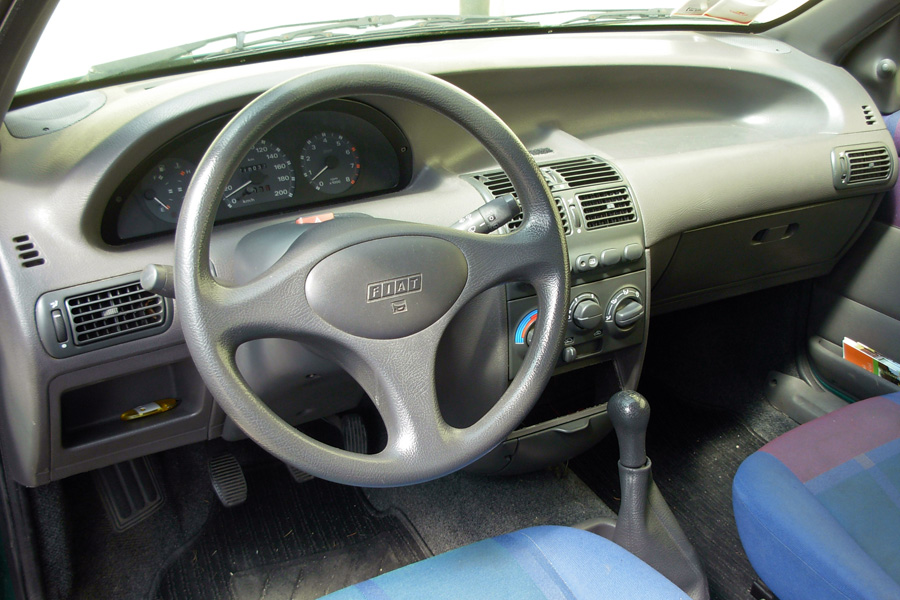
インテリア

## 2代目 188系 (1999年 - 2010年)
フィアット社内でのプロジェクト名、「188プロジェクト」のもとに開発が進められた車両で、1999年にデビュー。1.2L、1.8Lのガソリンエンジンと、1.3L、1.9Lのディーゼルエンジンをラインナップした。1.3Lディーゼルエンジンにコモンレール式の燃料噴射装置を採用した。先代に引き続き、CVTは富士重工製である。
2000年6月日本にて、オーソドックスな5ドアハッチバック、1.2L DOHCエンジンにトランスミッションはCVTのELXスピードギアと、3ドアにアバルトのエアロパーツを取り付け、フィアット・バルケッタと同じ1.8L DOHCエンジン、5MTのHGTアバルトが発売された。HGTアバルトは先に発売されていたスポルティングアバルトと同様、日本のみの仕様である。
2003年12月に、500万台生産を記念してビッグマイナーチェンジを実施。フェイスリフトによりフロントマスクを一新した。それまでのグリルレスで細目のヘッドライトの顔つきから、ダミーグリルの装着およびヘッドライトの大型化を施しフロント外観を一新した。
日本市場においては、2006年にグランド・プントと入れ替わるように販売を終了したが欧州市場においては2010年まで併売された。

## 3代目 199系 (2005年 - 2018年)
「199プロジェクト」のもとに開発が進められた車両で、デザインはボディ、内装とも初代に次いでジョルジェット・ジウジアーロ率いるイタルデザイン社が担当。「大きなプント」を意味するグランデ プント（GRANDE PUNTO）と名付けられ、2005年7月28日発表。
フィアットとGMが資本提携関係にあった時期の開発であり、欧州GM（オペル、ボクスホール、ホールデンのコルサC/D）と共通のSCCSプラットフォーム（SCCS platform。GMの名称はGamma platform）を採用している。
日本では2006年（平成18年）6月に発売。6速MTとセミオートマチックトランスミッションのデュアロジックを持つモデルがある。なお、先述の通り一部の欧州市場においては、2代目プントも引き続いて併売される。
2009年（平成21年）2月、日本でアバルト・グランデプントを発売（左ハンドル仕様のみ）。「グランデプント」の全幅が1.7 mを切っているのに対して、「アバルト・グランデプント」の全幅はチューニング版の「エッセエッセ」（SS）を含めて1,725 mmとなるため、日本では3ナンバー登録となる。
同年9月のフランクフルトモーターショー（IAA）において、マイナーチェンジ版のプント エヴォ (PUNTO EVO、エヴォは英語で「進化」を意味する“evolution”の略）を発表、翌年の3月よりイタリアで、そして6月より日本で発売を開始した。また、アバルト版も2010年（平成22年）2月に「アバルト・プントエヴォ」として発表され、同年3月のジュネーブショーで展示された。
2012年9月1日に2度目のマイナーチェンジを行い、名称をプントに戻す。日本では当初、エヴォとの並売となっていた。グレードは「ラウンジ」1種類。
2018年8月、欧州向けプントの生産が終了。直接の後継車種は存在せず、FCAのメルフィ工場ではマセラティ2番目のSUVを製造する予定である。これによりプントの製造・販売が続けられるのはインド市場のみとなる。なお、プントは同年にユーロNCAPのクラッシュテストで史上初めて「星0」の評価を受けた車種という不名誉な記録を残している。

## 車名の由来
「PUNTO (プント)」は、イタリア語で「点」を意味する（英語の point と同じ）。